# Twin Hills
Twin Hills is een plaats (census-designated place) in de Amerikaanse staat Alaska, en valt bestuurlijk gezien onder Dillingham Census Area.

## Demografie
Bij de volkstelling in 2000 werd het aantal inwoners vastgesteld op 69.

## Geografie
Volgens het United States Census Bureau beslaat de plaats een oppervlakte van
57,2 km², waarvan 56,6 km² land en 0,6 km² water.

## Plaatsen in de nabije omgeving
De onderstaande figuur toont nabijgelegen plaatsen in een straal van 88 km rond Twin Hills.